# Balaghat
Balaghat là một thành phố và khu đô thị của quận Balaghat thuộc bang Madhya Pradesh, Ấn Độ.

## Địa lý
Balaghat có vị trí 21°48′B 80°11′Đ / 21,8°B 80,18°Đ Nó có độ cao trung bình là 288 mét (944 foot).

## Nhân khẩu
Theo điều tra dân số năm 2001 của Ấn Độ, Balaghat có dân số 75.061 người. Phái nam chiếm 51% tổng số dân và phái nữ chiếm 49%. Balaghat có tỷ lệ 79% biết đọc biết viết, cao hơn tỷ lệ trung bình toàn quốc là 59,5%: tỷ lệ cho phái nam là 84%, và tỷ lệ cho phái nữ là 74%. Tại Balaghat, 11% dân số nhỏ hơn 6 tuổi.